# 岡本佐四郎
岡本 佐四郎（おかもと さしろう、1925年9月14日 - ）は、日本の技術者、実業家。帝人代表取締役社長や、日本化学繊維協会会長を務めた。化学工学会賞技術賞受賞。

## 人物・経歴
1945年桐生工業専門学校応用化学科選科修了。1948年東京工業大学高分子化学科卒業、帝国人造絹絲入社。1964年帝人三原工場ナイロン製造部次長。1965年帝人松山工場ナイロン第1製造部長。1968年帝人徳山工場副長。1969年帝人徳山工場長。1970年帝人松山工場長。1971年帝人取締役に昇格。1983年帝人代表取締役社長。ナイロンタイヤコ－ドの改良などを実現した。1969年には「ポリエステル連続重合、直接紡糸法の開発および工業化」により、化学工学会賞技術賞受賞。また、日本化学繊維協会会長なども務めた。